# Taxillus liquidambaricola
Taxillus liquidambaricola là một loài thực vật có hoa trong họ Loranthaceae. Loài này được (Hayata) Hosok. miêu tả khoa học đầu tiên năm 1936.